# Говедина (песма)
Говедина (Сви заједно) је песма коју изводи Београдски синдикат, а која је прва песма на мини-албуму Говедина (2002). Песма је изашла 6. септембра 2002. године у издању продукцијске куће ПГП РТБ, а написали су је и отпевали чланови споменуте групе.
Песма је изазвала контроверзе у тадашњој Државној заједници Србији и Црној Гори јер је с конзервативног становишта критиковала нову политичку сцену која је настала после демократских промена, односно свргавања режима Слободана Милошевића. Неки политичари су поменути директно, али већина је метафорички приказана.
У емисији Утисак недеље на ТВ Студио Б састали су се председник Савезне Републике Југославије Војислав Коштуница (који је у песми назван „мутавим”) и чланови групе Београдски синдикат у директном ТВ дуелу.

## Споменути политичари
- Борис Тадић (Знам те још од школице кад купио си форице, / а сада си на коњу. Задужен за плочице): Димовић је то директно у Утиску недеље признао да се два реда у овој песми односе на њега јер им је Тадић и доиста, некима од њих, био професор у средњој школи. У споменутој емисији Димовић је додао да будући председник Србије „у својој странци не добија прилике да се размаше”;[1]
- Млађан Динкић (веселим банкарима с електричним гитарама): Шкабо је за Динкића рекао да је посећивао његова предавања на Економскоме факултету (УБ) и да му је он оставио добар утисак што се тиче познавања економије, али да није коректно да он као политичар и још без и једне сопствене песме добије позив да наступа на великом фестивалу као Егзит.[1]
- Владан Батић (носата орлушина);
- Чедомир Јовановић (наркоман);
- Милан Ст. Протић (Диви овог киклопа, свакој реци притока, / зајахо Београд па побего из истога): Шкабо је рекао да је „господин Ст. Протић” киклоп у овој песми, вероватно због своје висине је добио тај епитет;[1]
- Војислав Шешељ (Где је нова реплика? лажног четника. / Ко је јахо попа?, галами са тепиха.): овде се спомиње чувена оптужба лидера СРС-а (означеног као „лажни четник”) која је упућена Д. Мићуновића из ДС-а да је јахао попове кад је био млад политичко-комунистички активиста;
- Зоран Ђинђић (Нема премијера, значи брифинг је код Цанета. / Из приватног флугцојга маше нам из шлафрока): У Утиску недеље чланови екипе БС тврде да су случајно лично видели премијера „Зокија” на Дорћолу како једе јабуку у шлафроку;[1]
- Зоран Шами (У скупштинској кафани мртав пијан Шами);
- Ненад Чанак (будала што на „Пинку” свира клавир): У коментару песме за недељник Време Чанак је написао текст „Јака фрустрација, добра музика” о коме критикује текст песме.[2] Оптужио је БС за фашизам.[2] Ова група му је у следећем броју истога магазина одговорила да „нису ни фашисти ни недужне беживотне табле”.[3]
- Мирољуб Лабус (српски Нострадамус);
- Војислав Коштуница (Питам се зашто нам је председник мутав);
- Мило Ђукановић (и шта ли Мило муља, је*** га у уста);
- Борка Павићевић (а толеришеш Хрвате, Борку, геј параде): Чанак је критиковао понајвише овај део и зато је прозвао БС фашистима који нападају другу нацију, борца за људска права и хомосексуалце.[2] Чланови БС су демантовали то.[3]